# عيد التحرير (الكويت)
عيد التحرير هو يوم يحتفل فيه في 26 فبراير من كل سنة في الكويت، بمناسبة تحرير الكويت سنة 1991 من الاحتلال العراقي إبان حرب الخليج الثانية. وهو أحد أيام عطل الرسمية بالكويت ويصادف 26 فبراير مع العيد الوطني للكويت الذي يحتفل فيه في 25 فبراير من كل عام.

## الأيام الوطنية في عهد أمراء الكويت
| الفترة           | عدد الأيام الوطنية | الأمير             |
| ---------------- | ------------------ | ------------------ |
| من 1991 إلى 2005 | 15                 | جابر الأحمد الصباح |
| من 2006 إلى 2020 | 14                 | صباح الأحمد الصباح |
| من 2021 حتى 2023 | 2                  | نواف الأحمد الصباح |
| من 2024 حتى الآن | 1                  | مشعل الأحمد الصباح |